# Гребной слалом

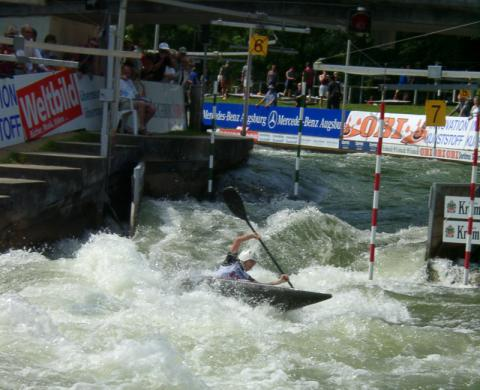
K-1 (женщины). На переднем плане видны «обратные» ворота № 7

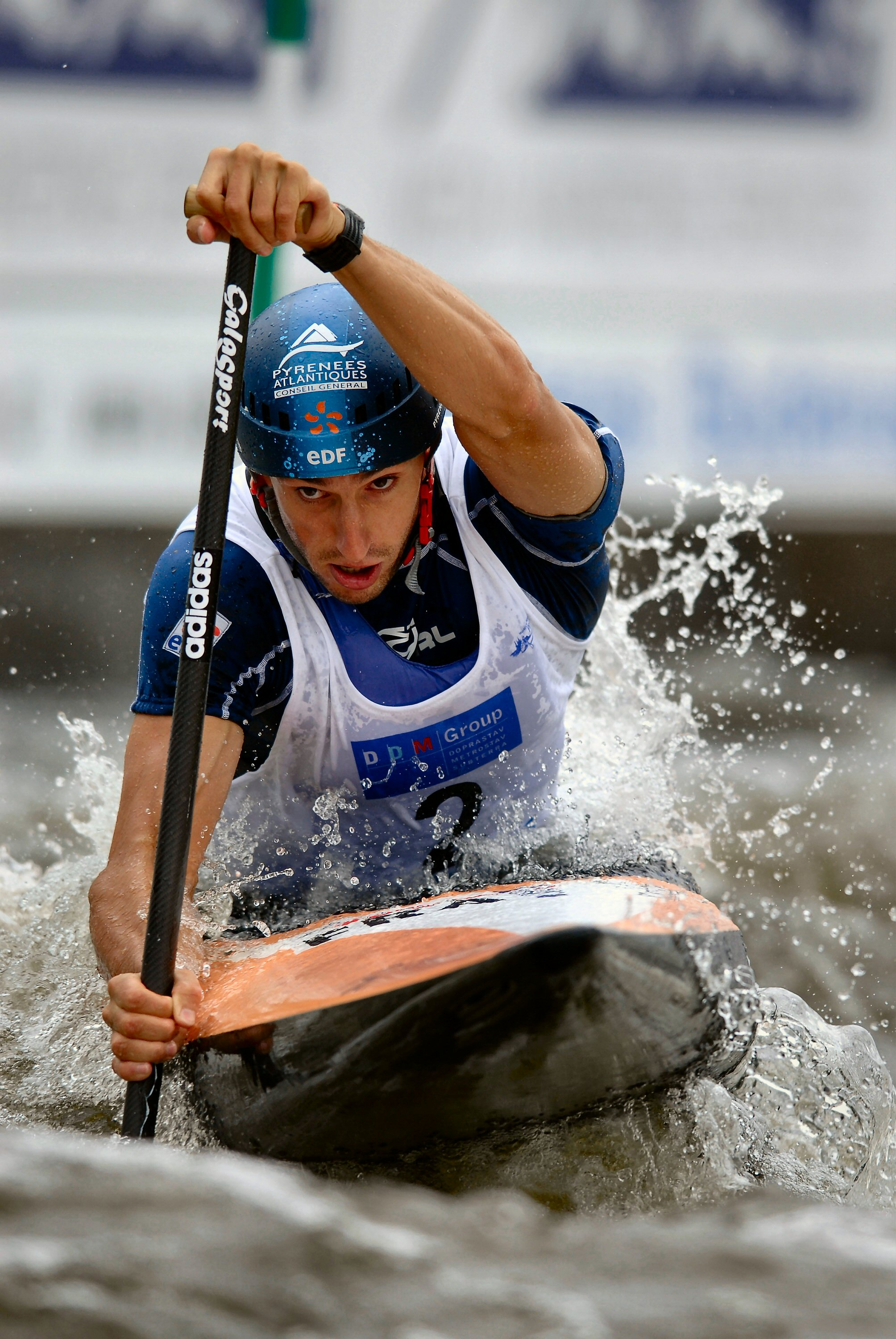
C-1. Трёхкратный олимпийский чемпион Тони Эстанге на трассе чемпионата мира 2006

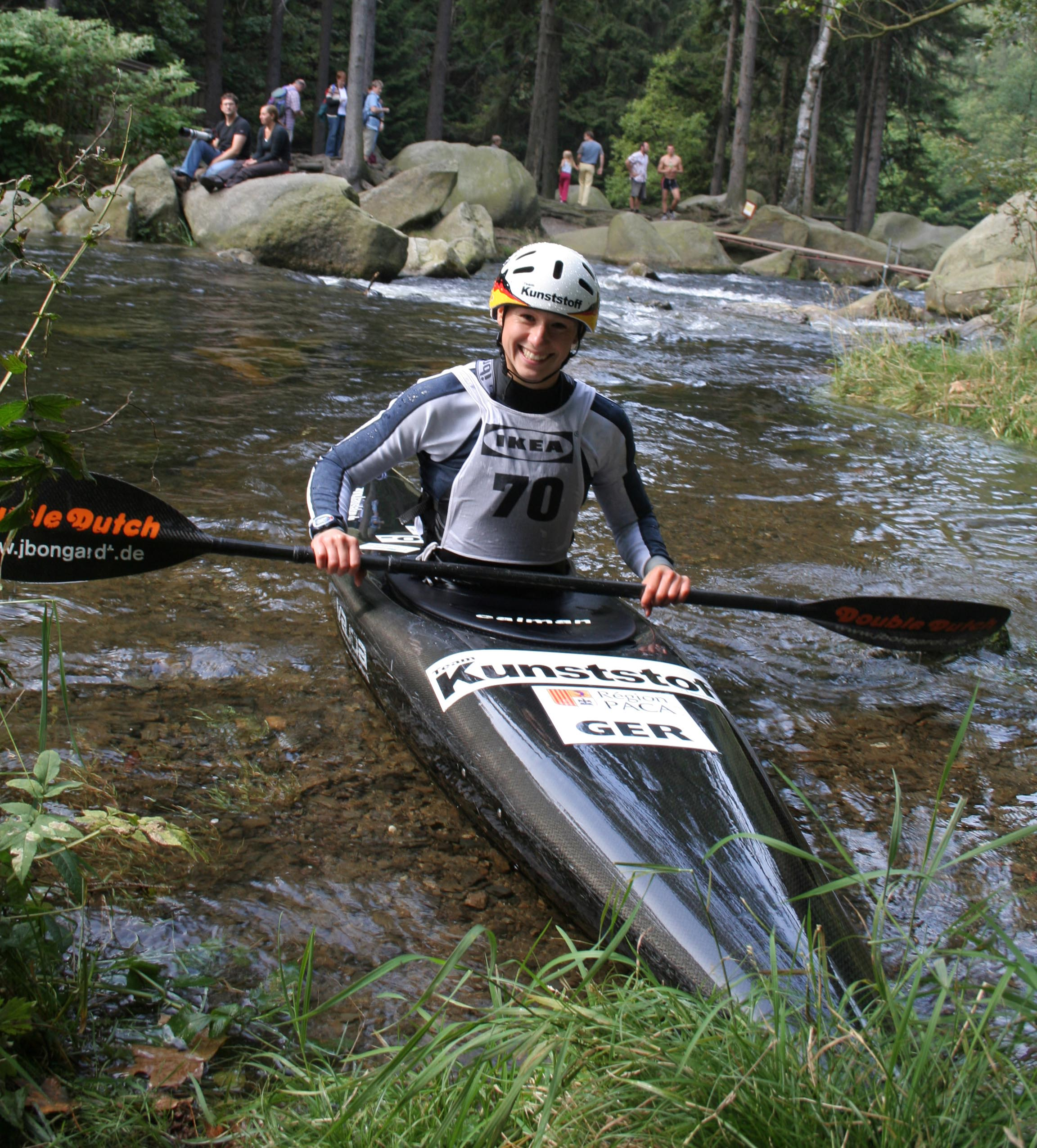
Каяк для гребного слалома

Гребной слалом — дисциплина гребли на байдарках и каноэ, преодоление на скорость размеченной воротами дистанции: участка порожистой реки или искусственной трассы (скорость потока воды должна быть не менее 2 м/с).

## Правила
В зависимости от длины дистанции, количества ворот, скорости течения и т. п. трассы делятся на 5 категорий трудности. Соревнования проводятся на трассах длиной 250—400 м с 18—25 воротами и трудностью, как правило, не выше 3-й категории.
Ворота состоят из двух свисающими с горизонтально натянутого троса вех, окрашенных в бело-зелёный («прямые ворота» — должны проходиться по течению) или бело-красный («обратные ворота» — должны проходиться против течения) цвета. Ворота нумеруются в порядке их прохождения (номера указаны на специальных табличках над воротами). За прохождение ворот с ошибками к итоговому времени добавляется штраф:
- 2 с — за неправильное прохождение с касанием вешек лодкой, веслом или любой частью тела;
- 50 с — за пропуск ворот, прохождение ворот в неправильном направлении или в перевёрнутом положении.

## Соревнования
В мире развитием гребного слалома занимается Международная федерация каноэ (англ. International Canoe Federation — ICF). Первые соревнования, признанные ICF, были проведены в 1933 году на реке Аре в Швейцарии. Первый чемпионат мира состоялся в 1949 году. В программу Олимпийских игр гребной слалом входил в 1972 году, после чего был исключён; вновь включён с 1992 года.
Официальные соревнования проводятся в следующих классах лодок:
- K-1 (байдарка-одиночка), мужчины;
- K-1 (байдарка-одиночка), женщины;
- С-1 (каноэ-одиночка), мужчины;
- С-2 (каноэ-двойка), мужчины — исключён из программы Олимпийских игр и чемпионатов мира после 2016 года;
- C-1 (каноэ-одиночка), женщины — включён в программу чемпионатов мира с 2010 года, Олимпийских игр с 2020 года;
- С-2 (каноэ-двойка), микст (мужчина + женщина) — включён в программу чемпионатов мира с 2017 года.

Также проводятся командные гонки в каждом классе (команда состоит из 3 экипажей).
В Северной Америке проводятся региональные и национальные соревнования по слалому на открытом каноэ (ОС-1 и ОС-2).